# HMS Domett (K473)
HMS Domett (K473) là một tàu frigate lớp Captain của Hải quân Hoàng gia Anh hoạt động trong Chiến tranh Thế giới thứ hai. Nó nguyên được Hoa Kỳ chế tạo như là chiếc USS Eisner (DE-269), một tàu hộ tống khu trục lớp Evarts, và chuyển giao cho Anh Quốc theo Chương trình Cho thuê-Cho mượn (Lend-Lease). Nó là chiếc tàu chiến duy nhất của Hải quân Anh được đặt tên theo Đô đốc Sir William Domett (1752-1828), người từng tham gia các cuộc Chiến tranh Cách mạng Hoa Kỳ, Chiến tranh Cách mạng Pháp và Chiến tranh Napoleon. Nó đã phục vụ cho đến khi chiến tranh kết thúc tại Châu Âu, hoàn trả cho Hoa Kỳ năm 1946 nhưng rút biên chế và xóa đăng bạ ngay sau đó, và cuối cùng bị bán để tháo dỡ vào năm 1947.

## Thiết kế và chế tạo
Những tàu frigate lớp Captain thuộc phân lớp Evarts có chiều dài chung 289 ft 5 in (88,21 m), mạn tàu rộng 35 ft 1 in (10,69 m) và độ sâu mớn nước khi đầy tải là 8 ft 3 in (2,51 m). Chúng có trọng lượng choán nước tiêu chuẩn 1.140 tấn Anh (1.160 t); và lên đến 1.430 tấn Anh (1.450 t) khi đầy tải. Hệ thống động lực bao gồm bốn động cơ diesel General Motors Kiểu 16-278A nối với bốn máy phát điện để vận hành hai trục chân vịt; công suất 6.000 hp (4.500 kW) cho phép đạt được tốc độ tối đa 21 kn (24 mph; 39 km/h), và có dự trữ hành trình 4.150 nmi (4.780 mi; 7.690 km) khi di chuyển ở vận tốc đường trường 12 kn (14 mph; 22 km/h).
Vũ khí trang bị bao gồm ba pháo 3 in (76 mm)/50 cal trên tháp pháo nòng đơn có thể đối hạm hoặc phòng không, một khẩu đội 1,1 inch/75 caliber bốn nòng và chín pháo phòng không Oerlikon 20 mm. Vũ khí chống ngầm bao gồm một dàn súng cối chống tàu ngầm Hedgehog Mk. 10 (có 24 nòng và mang theo 144 quả đạn); hai đường ray Mk. 9 và tám máy phóng K3 Mk. 6 để thả mìn sâu.
DE-269 được đặt tên USS Eisner vào ngày 23 tháng 2, 1943 và đặt lườn tại Xưởng hải quân Boston ở Boston, Massachusetts vào ngày 7 tháng 4, 1943. Người được đặt tên cho con tàu, Trung úy Hải quân Jacques Rodney Eisner (1918-1942), đã phục vụ trên tàu tuần dương hạng nặng USS San Francisco (CA-38) và đã tử trận trong trận Hải chiến Guadalcanal. Nó được hạ thủy vào ngày 19 tháng 5, 1943, rồi được đỡ đầu vào ngày 3 tháng 9, 1943 bởi cô Carol E. Pyne, 9 tuổi, con gái Thiếu tá Hải quân Charles C. Pyne, trợ lý Chỉ huy xưởng tàu; cô là người đỡ đầu trẻ nhất trong suốt lịch sử của Xưởng tàu Boston. Cái tên Eisner được chuyển cho chiếc DE-28 vào ngày 14 tháng 6, 1943; còn DE-269 được chuyển giao cho Anh Quốc vào ngày 3 tháng 9, 1943, mang ký hiệu lườn K310, và nhập biên chế cùng Hải quân Hoàng gia Anh như là chiếc HMS Domett dưới quyền chỉ huy tạm thời của quyền Hạm trưởng, Thiếu tá Hải quân Stirling Gordon.

## Lịch sử hoạt động
Domett phục vụ cùng Hải quân Hoàng gia Anh trong vai trò chính là hộ tống các đoàn tàu vận tải vượt Đại Tây Dương từ năm 1943 đến năm 1945. Vào ngày 29 tháng 6, 1944, nó phối hợp cùng các tàu frigate Cooke, Duckworth (K351) và Essington (K353) cùng một máy bay ném bom B-24 Liberator thuộc Liên đội 244 Không quân Hoàng gia Anh tấn công bằng mìn sâu vào một mục tiêu, và đã đánh chìm tàu ngầm U-boat Đức U-988 trong eo biển Manche về phía Tây Guernsey, tại tọa độ 49°37′B 003°41′T / 49,617°B 3,683°T.
Sau khi chiến tranh kết thúc tại Châu Âu, con tàu được hoàn trả cho Hoa Kỳ vào ngày 5 tháng 3, 1946, nhằm giảm bớt chi phí mà Anh phải trả cho Hoa Kỳ trong Chương trình Cho thuê-Cho mượn (Lend-Lease). Con tàu được xem là dư thừa đối với Hải quân Hoa Kỳ khi chiến tranh đã kết thúc, nên tên nó được cho rút khỏi danh sách Đăng bạ Hải quân và con tàu được bán để tháo dỡ vào ngày 3 tháng 6.